# Time Bandits (groupe)

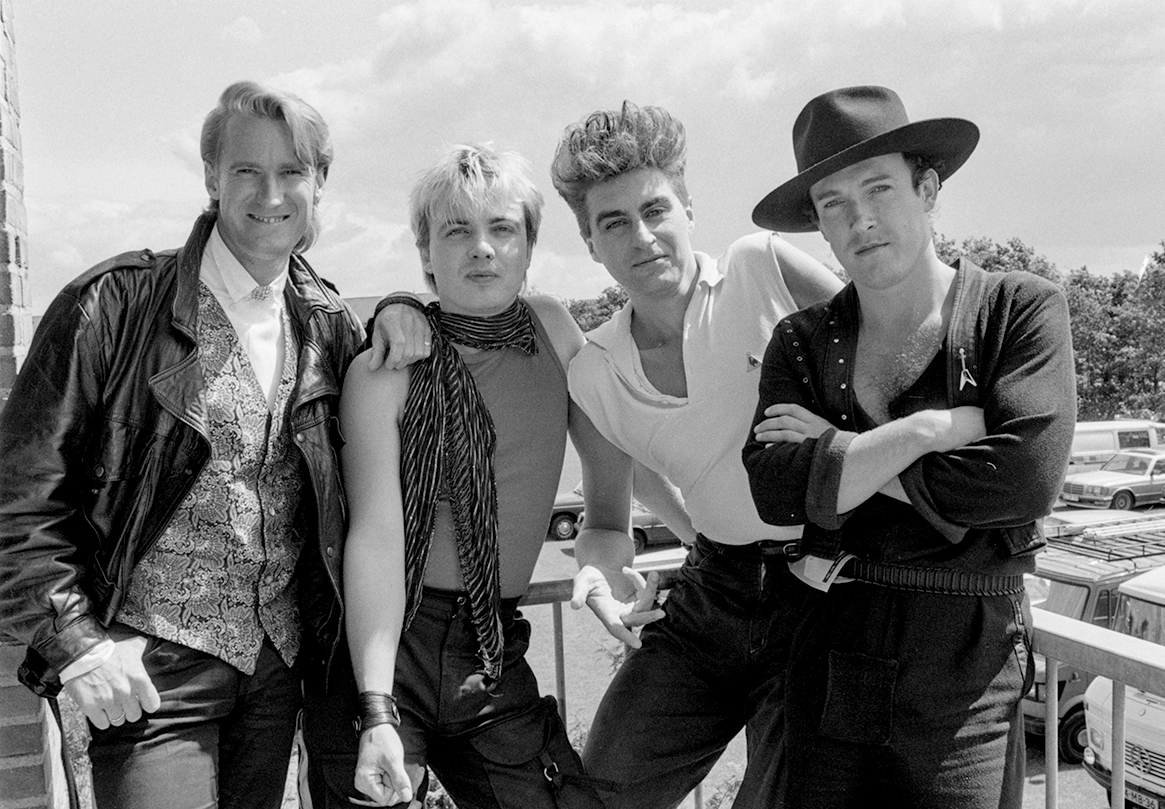
Time Bandits

Time Bandits est un groupe de musique new wave néerlandais. Ils sont surtout connus pour les tubes I'm specialized in you, I'm Only Shooting Love et Listen to the Man with the Golden Voice sortis dans les années 1980.

## Les débuts
Le groupe est formé en 1981 par le néerlandais Alides Hidding, qui est le chanteur et auteur de toutes les chansons. Ses premiers albums et singles ont connu le succès dans les classements néerlandais et internationaux ; Time Bandits fit ainsi une percée sur la scène musicale américaine avec deux entrées dans les charts dance : Live It Up en 1982 (6e place) et I'm Only Shooting Love, qui a culminé à la 2e place en 1985.

## Succès
Au milieu des années 1980, les Time Bandits sont au sommet de leur popularité et connaissent le succès jusqu'en Australie, où I'm Only Shooting Love et Endless Road (dont le clip vidéo a été tourné sur place) se classèrent dans le Top 10.

Ces singles et d'autres hits comme Listen To The Man With The Golden Voice, Dancing On A String et I'm specialized In You ont également très bien marché aux Pays-Bas, en Belgique, en Allemagne, en France et en Nouvelle-Zélande (où I'm Only Shooting Love a d'ailleurs été classé no 1 en juin 1984).

## Vers la fin
En 1987, le groupe publie un nouvel album (Can't Wait for Another World), qui connaît cependant moins de succès dans les classements, annonçant la fin du succès international du groupe. 

Après avoir quitté l'Europe pour Los Angeles en 1989, Alides Hidding voit ses chansons enregistrées par des artistes tels que Jennifer Rush, The Nylons, et divers artistes européens. Il a aussi collaboré avec des auteurs et compositeurs tels que Charlie Midnight (producteur du dernier album Can't Wait For Another World, avec Dan Hartman), Jackie DeShannon, Pamela Phillips Oland, Dwayne Hitchings, Donny Markowitz et Todd Smallwood. 

Une compilation du groupe voit le jour en 1990 et après une longue pause, d'autres albums studio sont publiés mais sans grand succès.

## À propos du groupe
La polyvalence d'Alides Hidding se reflète dans sa capacité à s'adapter à un large éventail de styles et de paroles. Ses œuvres varient du R&B au blues, de la dance au rock ou à la pop avec une égale habileté.
Les autres membres initiaux du groupe étaient Marco Ligtenberg (claviers), Guus Strijbosch (basse) et Dave van den Dries (batterie).
Après une longue absence des projecteurs, Alides Hidding est remonté sur scène avec un nouveau groupe en 2006.

## Discographie

### Albums
- Time Bandits (1982) (CBS Records – CX 85543)
- Tracks (1983)
- Time Bandits (1984) [Compilation] - AUS #81[4]
- Fiction (1985) (CBS Records – 25987) - AUS #96[4]
- Can't Wait for Another World (1987) (CBS Records – 4508782)
- Greatest Hits (1990) [Compilation]
- As Life (2003)
- Out of the Blue (2012)

### Singles
| Années | Titres                                          | Meilleures positions | Meilleures positions | Meilleures positions | Meilleures positions | Albums                       |
| Années | Titres                                          | NLD                  | AUS                  | BEL (Fl)             | NZ                   | Albums                       |
| ------ | ----------------------------------------------- | -------------------- | -------------------- | -------------------- | -------------------- | ---------------------------- |
| 1981   | Live It Up                                      | 15                   | —                    | 21                   | —                    | Time Bandits                 |
| 1982   | Sister Paradise                                 | 45                   | —                    | —                    | —                    | Time Bandits                 |
| 1982   | I'm Specialized in You                          | 2                    | —                    | 4                    | —                    | Time Bandits (1984)          |
| 1983   | Listen to the Man with the Golden Voice         | 9                    | 53                   | 8                    | —                    | Tracks                       |
| 1983   | I'm Only Shooting Love                          | 10                   | 9                    | 8                    | 1                    | Tracks                       |
| 1984   | Reach Out                                       | 30                   | —                    | —                    | —                    | NC                           |
| 1985   | Endless Road                                    | 18                   | 5                    | 19                   | 41                   | Fiction                      |
| 1985   | Dancing on a String                             | 24                   | 76                   | 21                   | —                    | Fiction                      |
| 1986   | I Won't Steal Away                              | 24                   | —                    | 21                   | —                    | Fiction                      |
| 1986   | Only a Fool                                     | 48                   | —                    | —                    | —                    | Fiction                      |
| 1987   | We'll Be Dancing                                | 59                   | —                    | —                    | —                    | Can't Wait for Another World |
| 1987   | Wildfire                                        | 65                   | —                    | —                    | —                    | Can't Wait for Another World |
| 1988   | Can't Wait for Another World                    | —                    | —                    | —                    | —                    | Can't Wait for Another World |
| 1996   | Specialized in You (reissue)                    | —                    | —                    | —                    | —                    | NC                           |
| 2008   | Live It Up 2008 (Johan Gielen vs. Time Bandits) | 17                   | —                    | —                    | —                    | NC                           |
| 2013   | Love Is a Wild Thing                            | —                    | —                    | —                    | —                    | Out of the Blue              |